# Štajerska garda
Štajerska garda (slo. Štajerska varda), slovenska neslužbena vojna formacija. Puno ime građanske inicijative je Civilna iniciativa: prostovoljna obrambna skupina svobodnih ljudi Dežele Štajerske, skraćeno CI Štajerska varda.

### Povijest
Vođa Andrej Šiško sa skupinom pristaša 24. lipnja 2017. osnovao je Deželu Štajersku. Na osnivanju je bio postavljen za vojvodu Dežele Štajerske i postao je istovremeno poveljnik Štajerske garde. Pravosudni organi nisu priznali postojanje ni dežele ni postrojbe. 
Postrojba je osnovana zbog nezadovoljstva ilegalnim migracijama i slovenskim snagama sigurnosti, " z namenom varovanja suverene Dežele Štajerske." Stranice je pokrenula 24. lipnja 2017. godine.
Postrojba je civilna inicijativa koja želi sigurnost u državi. Nije osnovana radi rušenja vlasti, niti je namjera nasilje prema migrantima, nego da ih odvrate od prelaska granice. Naglašavaju da slovenska policija na terenu radi koliko može, pa im Garda svojim postojanjem pomaže u radu. S policijom na terenu imaju razumijevanje, a zbog liberalnolijevičarskog establišmenta u EU i Sloveniji te utjecaja glasnih migrantofilskih udruga, policija budno prati Štajersku gardu umjesto da resurse usmjerava na migrante koji se ilegalno prešetavaju preko granice na području Ilirske Bistrice, Kočevja, Kupe.
Smatraju da slovenske vlasti ne rade dovoljno u zaštiti od islamističkih migranata. Članovi Garde su i muškarci žene. Čini ju skupina uniformiranih dobrovoljaca čiji broj stalno raste. Prema riječima vođe ona je tu da bi osigurala mir i red u državi i nadzirala granicu. Redovito održavaju vježbe vojne vještine i taktike u blizini slovenske granice s Hrvatskom. Navodno održavaju vježbe na mariborskom Pohorju. Štajerska garda ophodi duž granice s Hrvatskom radi sprječavanja invazije islamističkih migranata eufemistički nazvanih migrantima i izbjeglicama. 
Prvo postrojavanje Štajerske garde bilo je u rujnu 2018. godine. Početkom rujna 2018. društvenim mrežama su se raširile fotografije i videosnimci mimohoda više desetaka muškaraca, lica skrivenih iza crnih kapuljača, od kojih su neki imali puške ili sjekire u rukama. Na vijest o tome reagirali su slovenski predsjednik Borut Pahor i tehnički premijer Miro Cerar, izrazivši zabrinutost zbog navodnog osnivanja "paravojne skupine", optužili ih za bespotrebno poticanje strahova i širenje mržnje, te najavili poduzimanje mjera. Nekoliko dana poslije slovenska policija uhitila je nekoliko osoba osumnjičenih za ugrožavanje državnog ustavnog poretka. Dok je slovenska policija tvrdila da je uhitila dvije osobe, lokalni mediji izvijestili su o više uhićenih i prenijelo se da je vjerojatno riječ o članovima Štajerske garde i njihovu vođi i osnivaču Andreju Šišku, predsjedniku vanparlamentarne stranke Ujedinjena Slovenija.
Rujanska uhićenja vodstva 2018. nisu obeshrabrila članove. U studenome 2019. je 45 pripadnika odjevenih u maskirne odore provelo u trodnevnom kampu u općini Kozju i ophodili uz Kupu u općini Kostel. Slovenskoj policiji okupljanje je vođa Šiško uredno prijavio te je od nje dobio dopuštenje. Trodnevno kampiranje nazvali su operacija Južni žep. Studenoga 2019. dobila je podružnice u Gorenjskoj i Primorskoj.

### Vođa
Vođa formacije je Andrej Šiško, nekadašnji vođa navijača nogometnog kluba iz Maribora. I prije se deklarirao kao krajnji nacionalist i predstavnik krajnje desnice te kao štajerski patriot. Pojavljivao se na televiziji kao jedan od kandidata za predsjednika države i slovi kao figura krajnje desnice. U izjavi za HTV rekao je da nemaju prave pištolje i puške, nego samo airsoft replike kojima se služe kao pravim oružjem. Odriče da je Garda paravojna formacija. Podržavao je "borca za južnu granicu" Joška Jorasa u vrijeme žestokih hrvatsko-slovenskih polemika oko granice. Odustao je od organizacije referenduma protiv ulaska Hrvatske u NATO u vrijeme kad je predsjednik vlade bio Pahor, nakon što je Pahor pristao na razgovor s njime, koji se održao u Mariboru.

## Vanjske poveznice
- Facebook
- YouTube Andrej Šiško Zedinjena Slovenija : Štajerska varda - obrazložitev postroja. DELITE, naj se ve, kaj je res!!!
- Slovenka TV Bojna zastava štajerske varde, na sredini Slovenska narodna zastava